# Діловий стиль (мода)
Діловий стиль — один зі стилів одягу, призначений для ділової сфери життя суспільства і характеризується строгістю, стриманістю і консерватизмом у виборі тканини, кольору, крою і аксесуарів. Близький до консервативного стилю (наприклад, стиль англійської королеви). Дуже скупо підпорядковується віянням моди, тому практично не змінився з початку XX століття.
Всередині ділового стилю виділяють наступні мікростилі:
- строго діловий стиль (стиль співбесіди, переговорів: костюм і краватка)
- повсякденний діловий стиль (припустимий коричневий колір)
- умовно-діловий стиль (стиль п'ятниці: джинси і піджак)

## Варіанти жіночого ділового стилю

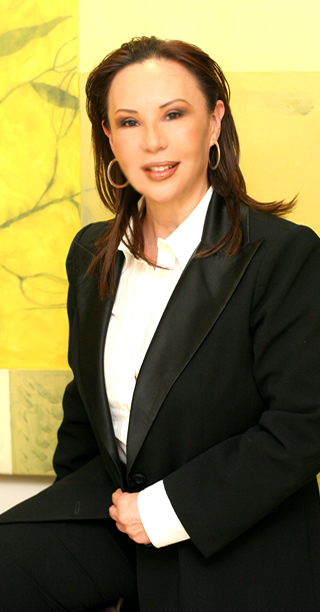
Жіночий діловий стиль
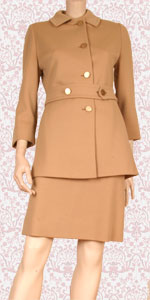

## Варіанти чоловічого ділового стилю

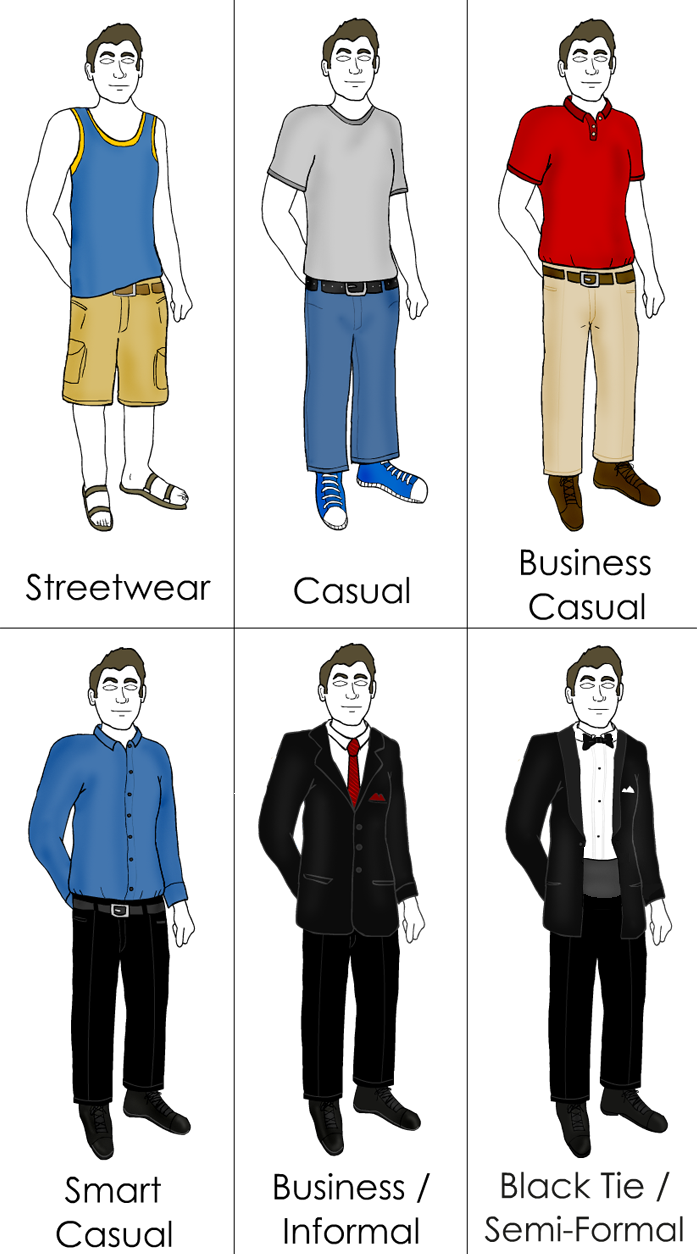
Діловий повсякденний стиль — вгорі праворуч. Діловий неформальний стиль — внизу в центрі
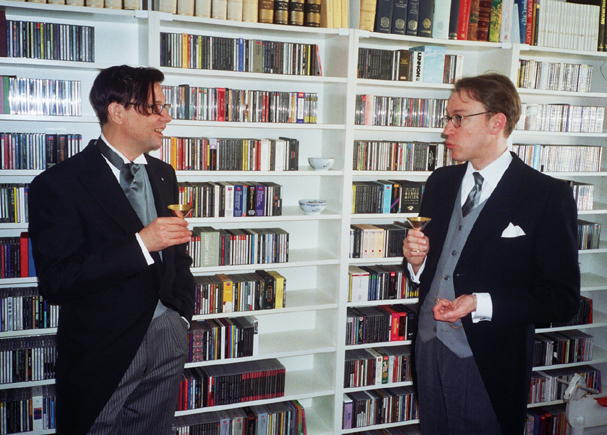
Чоловічий діловий стиль
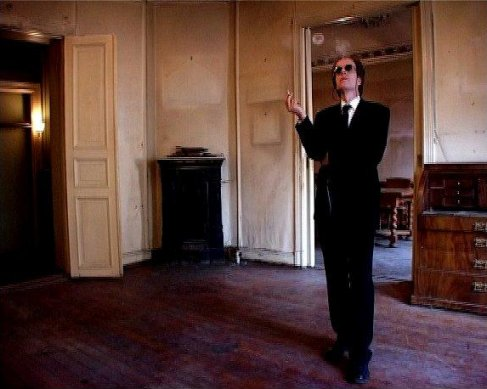
Чорний діловий костюм
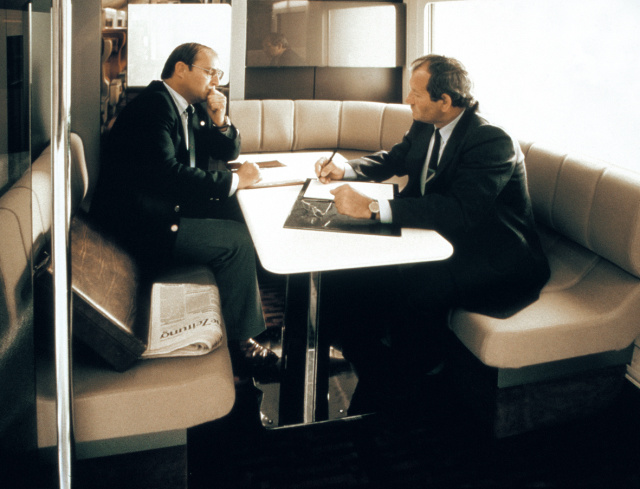
Чоловічий діловий стиль
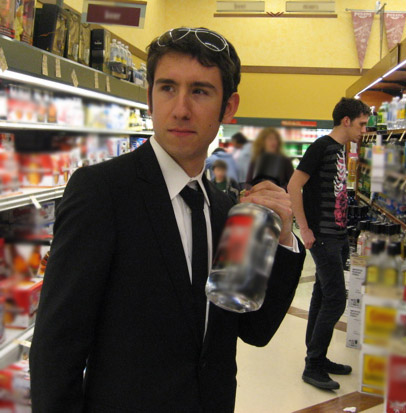
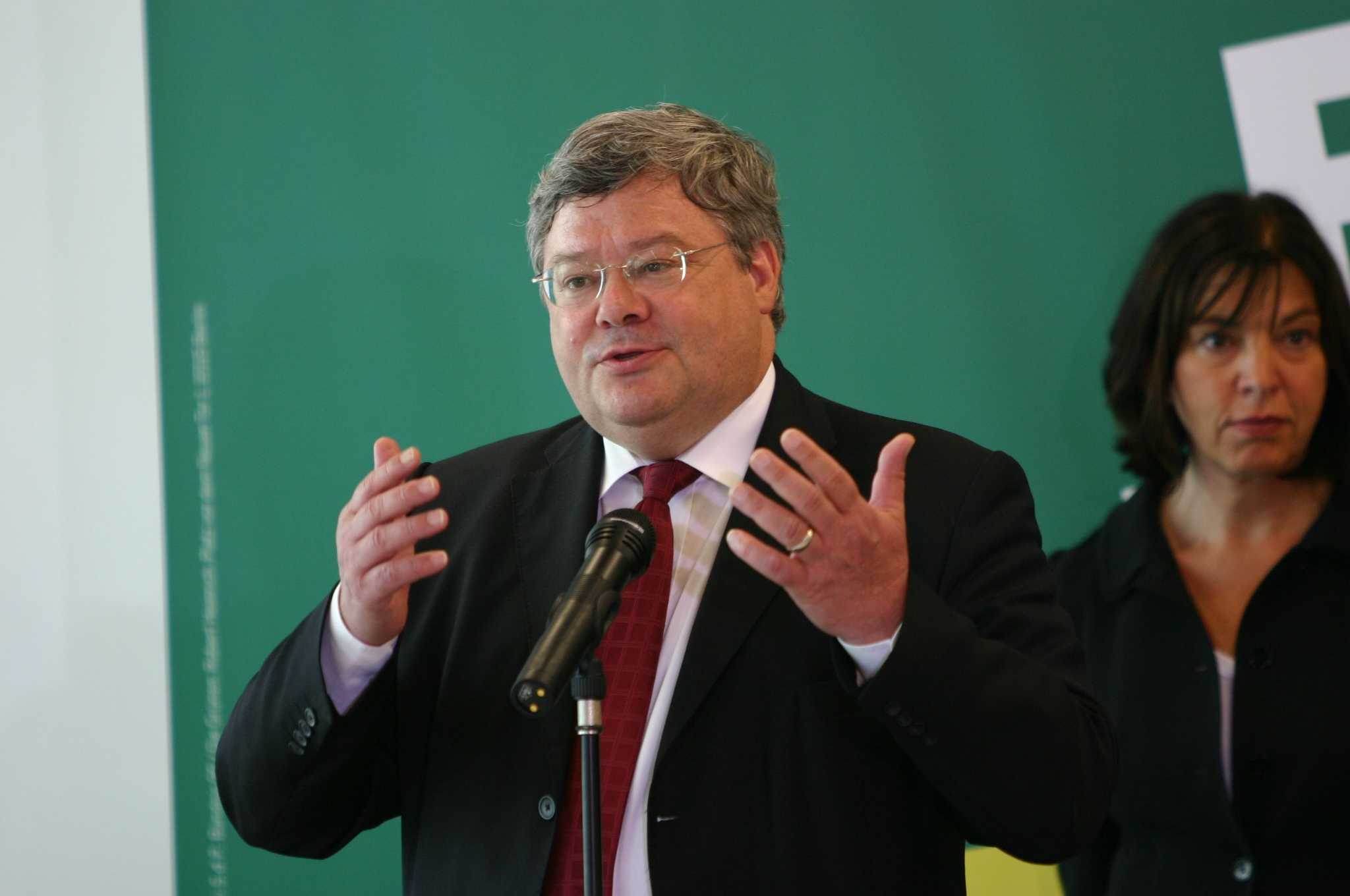
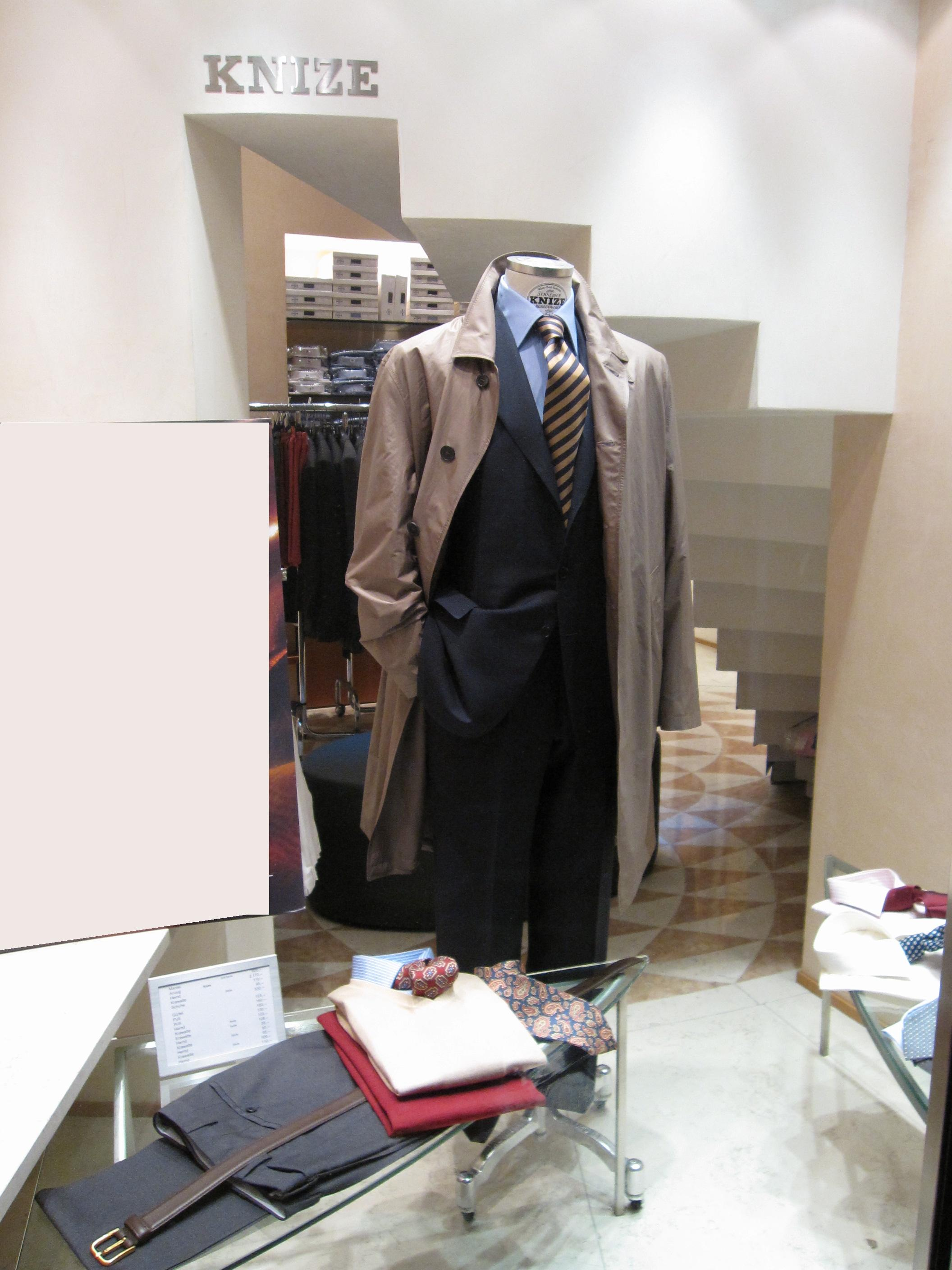
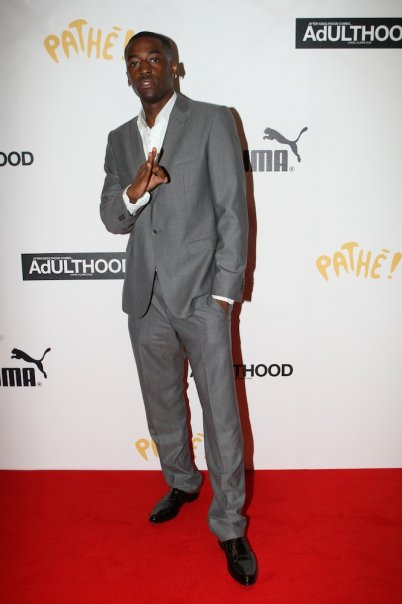